# Bruegel (think tank)
Pour les articles homonymes, voir Bruegel.
Vous pouvez aider à l'améliorer ou bien discuter des problèmes sur sa page de discussion.
- Il ne s’appuie pas, ou pas assez, sur des sources secondaires ou tertiaires. (Marqué depuis mai 2022)
- Il est à actualiser. Certains passages sont obsolètes ou annoncent des événements désormais passés. (Marqué depuis mai 2022)

- Archive Wikiwix
- Bing
- Cairn
- DuckDuckGo
- E. Universalis
- Gallica
- Google
- G. Books
- G. News
- G. Scholar
- Persée
- Qwant
- (zh) Baidu
- (ru) Yandex
- (wd) trouver des œuvres sur Wikidata

Bruegel est un centre de réflexion pro-européen, (think tank) créé en 2004 et dont l'activité a commencé en 2005 à Bruxelles. Il est actuellement présidé par Jean-Claude Trichet et dirigé par Jeromin Zettelmeyer. Mario Monti en est le président honoraire.

## Description
Les travaux de Bruegel couvrent l'ensemble du champ des politiques économiques, notamment politique monétaire, politique commerciale, politiques industrielles, politiques de développement, politiques budgétaires, régulation financière, ainsi que les aspects économiques des politiques énergétiques ou environnementales.
Bruegel est dirigé et financé sur la base d'un système de gouvernance original associant des États membres de l'Union européenne et des multinationales.
Les États membres participants sont l'Allemagne, l'Autriche, la Belgique, Chypre, le Danemark, l'Espagne, la Finlande, la France, la Hongrie, l'Irlande, l'Italie, le Luxembourg, les Pays-Bas, la Pologne, le Royaume-Uni, la Slovénie, la Suède, et la République tchèque.
En 2010, les multinationales étaient : Areva, Deutsche Bank, Deutsche Telekom, EDF, Ernst & Young, Erste Bank Group, GDF Suez, Goldman Sachs, Google, Microsoft, Novartis, Pfizer, Qualcomm, Renault, Samsung Electronics, Syngenta et UniCredit.

## Historique
Bruegel a été créé en 2004 à la suite d'une annonce conjointe de Jacques Chirac et Gerhard Schröder au 40e anniversaire du Traité de l'Élysée en janvier 2003. Les économistes français Jean Pisani-Ferry et Nicolas Véron ont joué un rôle clé dans sa création, ainsi que l'ancien Commissaire européen Mario Monti qui en a pris la présidence en janvier 2005. 

## Bruegel et la crise des dettes souveraines en Europe
En novembre 2010, Bruegel publie un document sur un mécanisme européen pour résoudre les crises de dette souveraine en Europe : A European Mechanism for Sovereign Debt Crisis Resolution: A proposal. Ce mécanisme reprend une idée exposée lors de la Crise économique argentine par Anne O Krueger. Le projet s'articulerait en trois phases :
1. le pays devrait demander de l'aide à Bruxelles qui pourrait donner un feu vert,
2. les débiteurs et l'État négocieraient sous l'égide de la cour européenne de justice une restructuration de la dette,
3. après cet accord, le pays pourrait recevoir une aide des pays européens liée à des conditionnalités portant sur le respect d'un échéancier et des mesures de consolidations budgétaires.

## Liste des dirigeants
| Identité                             | Période | Période | Durée |
| Identité                             | Début   | Fin     | Durée |
| ------------------------------------ | ------- | ------- | ----- |
| Jean Pisani-Ferry (né en 1951)       | 2005    | 2013    | 8 ans |
| Guntram Wolff (en) (né en 1974)      | 2013    | 2022    | 9 ans |
| Jeromin Zettelmeyer (d) (né en 1964) | 2022    |         |       |

| Identité                         | Période | Période | Durée |
| Identité                         | Début   | Fin     | Durée |
| -------------------------------- | ------- | ------- | ----- |
| Mario Monti (né en 1943)         | 2005    | 2008    | 3 ans |
| Leszek Balcerowicz (né en 1947)  | 2008    | 2012    | 4 ans |
| Jean-Claude Trichet (né en 1942) | 2012    | 2020    | 8 ans |
| Erkki Liikanen (né en 1950)      | 2020    |         |       |